# Kotlina Žabích plies
Kotlina žabích plies ( polsky Kociol Źabich Stawow Mieguszowieckich německy Froschseetal, Kessel der Froschseen maďarsky Békástavi katlan je západní úval Žabí doliny ohraničený od západu vedlejším jižním hřebenem Hincovej vežičky, od severu úsekem hlavního hřebene Vysokých Tater po Žabiu vež a od východu její krátkým jižním hřebenem. 

## Turistika
Do dolinky nevede turistický chodník